# Dicranota fuscipennis
Dicranota (Paradicranota) fuscipennis là một loài ruồi trong họ Pediciidae. Chúng phân bố ở vùng sinh thái Palearctic.